# Georg Baumann (Unternehmer)
Georg Baumann (* 15. März 1878 in Amberg; † 4. März 1968 ebenda) war ein deutscher Unternehmer und Politiker in Amberg.

## Leben
Baumann studierte an der Ruprecht-Karls-Universität und war seit 1897 Mitglied des Corps Suevia Heidelberg. Als Besitzer der Stanz- und Emaillierwerke Gebrüder Baumann förderte er die industrielle Entwicklung der Stadt Amberg. Er engagierte sich in der Kommunal- und Landespolitik und in Wirtschaftsverbänden. Zum 1. Mai 1935 trat er der NSDAP bei (Mitgliedsnummer 3.618.458). Vom 13. Dezember 1954 bis zum 9. Januar 1956 saß er für die  FDP im Bayerischen Landtag. Als Alterspräsident eröffnete er die konstituierende Landtagssitzung am 13. Dezember 1954.

## Ehrungen
- Kommerzienrat
- 1953: Verdienstkreuz (Steckkreuz) des Verdienstordens der Bundesrepublik Deutschland
- 1953: Ehrenbürger von Amberg (1953)
- 1962: Bayerischer Verdienstorden